# Weidingen (Luksemburg)
Weidingen (lb. Wegdichen) – wieś (Uertschaft) w północnym Luksemburgu, w kantonie Wiltz, w gminie Wiltz. Do 3 października 2015 miejscowość leżała w dystrykcie Diekirch. Liczy 765 mieszkańców (31 grudnia 2022).